# Sarah Zadrazil
Sarah Zadrazil (født 19. februar 1993) er en østrigsk fodboldspiller, der spiller som midtbanespiller for den tyske klub Turbine Potsdam og Østrigs landshold.

## Hæder
Østrig
- Cyprus Women's Cup: Vinder 2016